# Jehova's getuigen en disciplinering
Jehova's getuigen kennen een systeem van strikte kerkelijke tucht en disciplinering. Het Besturend Lichaam van Jehova's getuigen bepaalt aan de hand van de Nieuwewereldvertaling van de Bijbel wat als overtreding van Bijbelse geboden en verboden moet worden beschouwd en welke sancties hiervoor gelden. Het legt dit vast in publicaties van het Wachttorengenootschap. Sommige daarvan zijn niet openbaar, zoals het boek Weidt de kudde Gods dat uitsluitend wordt verstrekt aan ouderlingen.
Een Jehova's getuige die een overtreding heeft begaan dient dit op eigen initiatief te melden aan de ouderlingen van zijn gemeente. Laat hij dit na, dan zijn geloofsgenoten die kennis hebben van zijn overtreding verplicht hem aan te geven bij de ouderlingen. Deze leggen hem vervolgens een sanctie op, die kan variëren van een terechtwijzing tot excommunicatie, door Jehova's getuigen "uit de gemeenschap sluiten" of kortweg "uitsluiting" genoemd (voor het gemak worden in dit artikel verder deze termen gebruikt).

## Redenen voor sancties
Het Besturend Lichaam beschouwt de volgende zaken als een ernstige overtreding van verboden in de Bijbel en daarom als grondslag voor sancties:
- Seksuele handelingen met iemand anders dan de huwelijkspartner, inclusief homoseksuele betrekkingen (ook al zijn de partners getrouwd)[4]
- Afgoderij, zoals door het bezoeken van een kerkdienst of "het vieren van een vals-religieuze feestdag" (zoals Kerstmis of Pasen)
- Afval (dit betreft het niet meer geloven van de doctrines van het Besturend Lichaam; zie ook verderop in dit artikel)
- Het accepteren van bloedtransfusie of door het Besturend Lichaam verboden bloedbestanddelen
- Roken, drugsgebruik, dronkenschap
- Gokken
- Diefstal, afpersing
- Stemmen (in politieke zin), of lidmaatschap van, dan wel voorkeur voor, een politieke partij[5]
- Lasteren
- Moord
- Doodslag, zoals door "onverschillig autorijden" of "door nonchalant te zijn ten aanzien van het onderhoud van zijn auto"
- Abortus[6]
- Subversieve activiteiten jegens de overheid[7]

## Toepassing van de sancties
De zwaarte van de maatregel hangt af van de ernst van de overtreding en de hoe de betrokken ouderlingen de mate van getoond "berouw" inschatten. In principe worden uitsluitend personen uitgesloten waarvan de ouderlingen van mening zijn dat die geen of onvoldoende berouw hebben getoond; dit staat los van de ernst van de overtreding. Een relatief lichte overtreding (zoals het eenmalig roken van een sigaret) waarbij geen of onvoldoende berouw werd waargenomen, leidt dus toch tot uitsluiting. Een zware overtreding (zoals langdurig seksueel misbruik van minderjarigen) maar waarbij de ouderlingen van mening zijn dat de overtreder voldoende berouw heeft getoond, leidt niet tot uitsluiting.
Het besluit welke sanctie van toepassing is, wordt genomen door een "rechterlijk comité" dat bestaat uit (meestal) drie ouderlingen. Van dit besluit wordt in bepaalde gevallen een formele mededeling gedaan op een vergadering van de gemeente van Jehova's getuigen. Als een Jehova's getuige wordt uitgesloten, wordt de omgang met hem of haar gestaakt. Zij baseren zich voor deze maatregelen op 1 Korintiërs en 2 Johannes.
In mei 2020 oordeelde de rechtbank Overijssel dat ouderlingen van Jehova's getuigen in hun hoedanigheid van lid van een rechterlijk comité niet vallen onder het verschoningsrecht. "Een ouderling die onderzoek doet in een misbruikzaak, verleent geen geestelijke zorg, stelt de rechter."

### Procedure
In publicaties van het Wachttorengenootschap wordt een Jehova's getuige met enige regelmaat duidelijk gemaakt dat, indien hij een overtreding heeft begaan, hij dit op eigen initiatief dient te melden aan de plaatselijke ouderlingen. Als een mede-Jehova's getuige een overtreding bij een geloofsgenoot heeft vastgesteld, is hij verplicht de persoon in kwestie aan te spreken en hem aan te sporen zijn overtreding te melden bij de ouderlingen. Indien dit niet binnen een redelijke termijn (vaak wordt een week genoemd) gebeurt, dient de mede-Jehova's getuige de persoon aan te geven bij de ouderlingen. Dit geldt ook voor Jehova's getuigen die gebonden zijn aan beroepsgeheim.
Wanneer de overtreding is gemeld, besluiten de ouderlingen of het noodzakelijk is een rechterlijk comité te formeren om de zaak te behandelen. Als er slechts één persoon is die de overtreding heeft gezien, terwijl de beklaagde de aanklacht ontkent, wordt meestal besloten dit niet te doen. Indien ertoe besloten wordt een rechterlijk comité te vormen, worden ten minste drie ouderlingen aangewezen om de zaak te behandelen. Tot ongeveer 1949 werden de zaken in het openbaar behandeld en werden dit "kerkverhoren" genoemd. In "De Wachttoren" van 1944 (Nederlands: 1949) werd aangekondigd dat "in het licht van de gehele bijbel" dergelijke kwesties vanaf dat moment achter gesloten deuren zouden worden behandeld "door verantwoordelijke broeders aan wie het opzicht in de gemeente was toevertrouwd".
Afhankelijk van de ernst van de overtreding en de mate van getoond berouw wordt beslist welke sanctie wordt toegepast. Iedere ouderling beschikt over een gedetailleerd handboek voor dit soort kwesties: Weidt de kudde Gods. Dit boek mag niet worden ingezien door niet-ouderlingen. Indien een ouderling overlijdt of uit zijn ambt wordt gezet, moet het boek worden ingeleverd. 

#### Tekenen
In sommige gevallen heeft een lid van de beweging misschien geen strafbaar feit gepleegd dat het formeren van een rechterlijk comité rechtvaardigt, maar vertoont het gedrag dat in de ogen van het lokale leiderschap neerkomt op het tonen van "schandelijke minachting voor theocratische orde", zoals het maken van afspraakjes met personen die geen Jehova's getuigen zijn. In een dergelijk geval wordt een lezing gehouden waarin het laakbare gedrag wordt veroordeeld. "Ofschoon er geen naam is genoemd, zouden individuele leden van de gemeente dan verplicht zijn een dergelijke persoon of dergelijke personen te 'tekenen'". Dat betekent dat "ontvankelijke personen er extra op zullen letten sociale activiteiten met iemand die duidelijk zulk wanordelijk gedrag aan de dag legt, te beperken".

## Aard van de sancties

### Restricties
Deze sanctie houdt in dat voorrechten die iemand heeft worden beknot of tijdelijk ontnomen. Dat kan variëren van het geven van commentaar op vergaderingen, het uitspreken van een gebed, tot het ontnemen van officiële functies. Dit is afhankelijk van de ernst van een zaak en wordt per zaak bekeken. Hoewel de publicaties van het Wachttorengenootschap doorspekt zijn van vermeldingen van Bijbelteksten die zij als grondslag zien van leerstellingen, valt op dat voor deze maatregel nooit een legitimatie is verschaft. De reden om deze maatregel toe te passen is: "Om [de kwaaddoener] te helpen er de noodzaak van in te zien 'rechte paden voor zijn voeten' te blijven maken, en ook uit consideratie voor het geweten van de gemeente, dienen hem restricties te worden opgelegd".

### Ontheffing uit ambt
Indien de overtreder een officiële functie in de geloofsgemeenschap vervult (ouderling of "dienaar in de bediening"), wordt hij in alle gevallen van overtreding uit die functie ontheven. Hetzelfde geldt voor aanstellingen als "pionier", etc.

### Uit de gemeenschap sluiten
De zwaarste sanctie die Jehova's getuigen toepassen is het "uit de gemeenschap sluiten". Ieder contact, waaronder het elkaar groeten, met de uitgeslotene dient te worden vermeden. Dit geldt ook voor familieleden, al wordt een uitzondering gemaakt voor familieleden die bij elkaar in huis wonen, maar ook in een dergelijk geval dient "geestelijke omgang" te worden vermeden. Jehova's getuigen beschouwen deze sanctie als "een liefdevolle voorziening" met een tweeledig doel: enerzijds de persoon "tot berouw te brengen", anderzijds om geen negatieve invloed van deze persoon op de overige leden van de gemeenschap te laten uitgaan. Wanneer een uitgeslotene later berouw toont, kan hij opnieuw opgenomen worden in de gemeente (hersteld). Daar Jehova's getuigen leren dat alle christenen buiten het Wachttorengenootschap de duivel aanbidden, betekent uitsluiting voor hen ook dat er geen hoop meer is op eeuwig leven, tenzij de uitgeslotene berouw toont en verzoekt tot wederopneming in de gemeente.

#### Beroep
Indien het rechterlijk comité besluit tot uitsluiting, kan de beklaagde beroep aantekenen. Er wordt dan een beroepscomité gevormd van ouderlingen uit omringende gemeenten. Indien ook zij besluiten tot uitsluiting, kan de beklaagde schriftelijk beroep aankondigen bij het Wachttorengenootschap, dat schriftelijk reageert op het beroep. Ouderlingen krijgen expliciete instructie de mogelijkheid beroep aan te tekenen niet uit eigen beweging te noemen, maar pas als de beklaagde voet bij stuk blijft houden dat er een beoordelingsfout is gemaakt. Frederick William Franz, destijds vicepresident van het Wachttorengenootschap, vertelde op een congres in 1958 dat sommigen die door de plaatselijke comités waren uitgesloten, beroep hadden aangetekend bij het Besturend Lichaam en dat hun uitsluiting vervolgens werd teruggedraaid.

#### De gemeente informeren
Wanneer de ouderlingen het besluit hebben genomen tot een terechtwijzing of uitsluiting, wordt dit tijdens een vergadering (bijeenkomst) meegedeeld. Er worden geen details gegeven van de overtreding, maar eenvoudig gezegd: "(Naam) is terechtgewezen" of "(Naam) is niet langer een van Jehova's getuigen" (bij uitsluiting of terugtrekking).

### Zich uit de gemeente terugtrekken
Iemand die te kennen geeft formeel geen Jehova's getuige meer te willen zijn, geeft de opzegging per brief te kennen aan het Lichaam van Ouderlingen (het lokale leiderschap), hetgeen door Jehova's getuigen "zich terugtrekken' wordt genoemd. Iemand die zich terugtrekt, wordt op dezelfde manier behandeld als iemand die uitgesloten is. De opzegging is eenzijdig, de opzegger krijgt namelijk geen bevestiging dat hij heeft opgezegd. Leden van de geloofsgemeenschap die lange tijd geen bijeenkomsten hebben bijgewoond en gaan stemmen, worden ook als teruggetrokkenen beschouwd. Leden van de geloofsgemeenschap die zich niet formeel hebben teruggetrokken, maar geen deel meer uitmaken van de gemeenschap, vallen niet onder deze regeling; zij worden "inactief" genoemd. Met hen mogen Jehova's getuigen dus nog wel contact houden, al wordt dit ernstig ontraden.

## Kritiek
Er heerst kritiek op de verregaande toepassing van de interpretatie van het Besturend Lichaam. Veel mensen zien dit als een zeer zware straf (die levenslang kan gelden) en wijzen op de toepassing als dreigmiddel tegen leden van de gemeenschap die kritiek hebben op bepaalde leerstellingen of regels van het Besturend Lichaam. Als zij deze kritiek ventileren, dreigt uitsluiting.

### Doctrinair
Oorspronkelijk keurden de Jehova's getuigen uitsluiting uit een geloofsgemeenschap, zoals excommunicatie door de Rooms-Katholieke Kerk, juist af. De praktijk zou niet op de Bijbel, maar op heidense gebruiken berusten. Toch ontstond vanaf de jaren 50 van de 20e eeuw stapsgewijs een vergelijkbare praktijk, onder verwijzing naar Bijbelteksten waaraan een veel ruimere strekking dan voorheen werd toegekend.

### Gebrek aan transparantie
De instructies van het Besturend Lichaam inzake de procedurele afhandeling van een "comitézaak" worden niet openbaar gemaakt. Hoewel het instructieboek voor ouderlingen op Internet beschikbaar is, doet het Wachttorengenootschap er alles aan dit materiaal aan de openbaarheid te onttrekken, inclusief juridische stappen jegens providers. Zo wordt expliciet instructie gegeven aan ouderlingen dat zij beklaagden niet op eigen initiatief mogen informeren over verschil van mening tussen het oorspronkelijk comité en het beroepscomité inzake de beslissing iemand uit te sluiten of niet of over de mogelijkheid tot hoger beroep tegen de uitspraak bij het bijkantoor van het Wachttorengenootschap.
De behandeling van rechterlijke comités gebeurt achter gesloten deuren. Het is ouderlingen niet toegestaan schriftelijk te melden van welke handeling beklaagde wordt beschuldigd. Het is beklaagden niet toegestaan zich te laten bijstaan door wie dan ook of waarnemers te laten toezien op een eerlijke, onbevooroordeelde behandeling. Ook mogen geen bandopnames worden gemaakt.

### Seksueel misbruik van kinderen
Sinds 2002 zijn diverse actiegroepen gestart om de richtlijnen van het Besturend Lichaam inzake het behandelen van seksueel misbruik van kinderen te hekelen, vooral in de Verenigde Staten. Mede onder druk van deze actiegroepen en de media (zoals de BBC) heeft het Wachttorengenootschap enkele richtlijnen herzien. Voorheen kon een kwaaddoener bijvoorbeeld pas voor een rechterlijk comité ter verantwoording worden geroepen als er twee getuigen van de overtreding waren (tenzij de kwaaddoener direct zijn zonden bekende); bij seksueel misbruik van kinderen is echter vaak alleen het kind getuige. Na de aandacht in de media heeft het Besturend Lichaam ingevoerd dat als er twee getuigen zijn die een identieke beschuldiging inbrengen (van seksueel misbruik) dit mag worden beschouwd als "twee getuigen". Ook bewijsmateriaal, zoals DNA-materiaal, dat in een rechtszaak wordt aangevoerd tegen de beschuldigde, mag nu als "tweede getuige" worden beschouwd. Als dit niet het geval is en alleen het kind is getuige, wordt de zaak echter in "Jehovah's handen" gelaten.
Er is nog steeds kritiek op de beleidsregels van het Besturend Lichaam voor ouderlingen die met dergelijk kwaaddoen worden geconfronteerd, namelijk dat zij niet worden aangespoord om naar de politie of andere hulpverleners te stappen; het wordt aan hun eigen geweten overgelaten. Maar indien slachtoffers op eigen initiatief wereldlijke autoriteiten benaderen om aangifte te doen, wordt dit niet langer als negatief bezien. Indien een kwaaddoener bekent, maar berouw heeft, wordt het misbruik niet bekendgemaakt aan de Jehova's getuigen in de omgeving (in het kader van vertrouwelijkheid). Hierdoor weten slachtoffers vaak van elkaar niet dat ze slachtoffer zijn en heeft de overtreder eenvoudig de mogelijkheid meerdere slachtoffers te maken binnen één gemeente.

## Afvalligheid
Jehova's getuigen beschouwen iemand die de leerstellingen van het Besturend Lichaam niet meer onvoorwaardelijk accepteert als "afvallige". In een brief aan "kringopzieners" en "districtsopzieners" (rondreizend inspecteurs) schreef een functionaris van het Wachttorengenootschap:

... als een gedoopt christen de leer van Jehovah, zoals gepresenteerd door de getrouwe en beleidvolle slaaf [dit betekent: in de publicaties van het Wachttorengenootschap], verwerpt en ondanks Schriftuurlijke terechtwijzing volhardt andere leerstellingen te geloven, dan is hij afvallig. Herhaalde, vriendelijke pogingen zullen worden aangewend om zijn denken bij te stellen. Als hij echter doorgaat de afvallige ideeën te geloven en verwerpt wat hem verstrekt is via de 'slaafklasse' nadat herhaalde pogingen zijn aangewend om zijn denken bij te stellen, dan zal de juiste rechterlijke actie worden ondernomen."

Degenen die "de leer van Jehovah, zoals gepresenteerd door de getrouwe en beleidvolle slaaf" (dus: de publicaties van het Wachttorengenootschap) niet meer geloven, worden in de meest krachtige bewoordingen veroordeeld en Jehova's getuigen krijgen zelfs instructie deze personen te haten:

Sommige afvalligen belijden God te kennen en te dienen, maar zij verwerpen leringen of vereisten die in zijn Woord worden uiteengezet. Anderen beweren in de bijbel te geloven, maar zij verwerpen Jehovah's organisatie en doen actief moeite haar werk te belemmeren. Wanneer zij moedwillig zulke slechtheid verkiezen nadat zij te weten zijn gekomen wat juist is, wanneer het slechte zo ingeworteld raakt dat het een onlosmakelijk deel van hun persoonlijkheid is, dan moet een christen degenen die zich onlosmakelijk aan het slechte gehecht hebben, (in de Bijbelse zin van het woord) haten. Ware christenen delen Jehovah's gevoelens ten aanzien van zulke afvalligen; zij zijn niet nieuwsgierig naar afvallige denkbeelden. Integendeel, zij 'walgen' van hen ...

## Trivia
- Uitgesloten is een verfilming van het gelijknamige, autobiografische boek van Paolo van Vliet over zijn uitsluiting uit de gemeenschap van Jehova's getuigen.[42]
- Toen Michael Jackson dreigde te worden uitgesloten vanwege een aanklacht van occultisme in zijn videoclip "Thriller", wist hij zijn uitsluiting te voorkomen door hiervoor excuses aan te bieden in de Ontwaakt!.[43][44] Omdat de druk aanhield, trok hij zichzelf in 1987 terug uit de gemeenschap van Jehova's getuigen.[45]

Geschiedenis van het christendom · christendom van A tot Z